# Asociación de Fútbol de Eslovenia
La Asociación de Fútbol de Eslovenia (NZS) (esloveno: Nogometna zveza Slovenije) es un ente federativo futbolístico de Eslovenia. Organiza las siguientes ligas y copas de fútbol: 1a división (1. SNL), 2a división (2. SNL), 3ª división Oeste, 3ª de división Este, 3r, Copa de Eslovenia - Hervis, Liga Nacional de Eslovena Femenina, etc. Es también responsable de la selecciones de fútbol tanto masculina como femenina. Tiene su sede en la capital eslovena, Liubliana.